# Nina Jablonski
Nina G. Jablonski (Hamburg, 20 augustus 1953) is een Amerikaans biologisch antropoloog en paleobioloog verbonden aan de Pennsylvania State University. Ze bestudeert de evolutie van aanpassingen als gevolg van veranderingen in de omgeving van apen van de Oude Wereld waaronder de mens. Ze is vooral bekend door haar werk over de evolutie van de menselijke huid en huidskleur. Naast de biologische evolutie bestudeert zij ook de sociale invloed van die veranderingen waaronder racisme.

## Levensloop
Jablonski groeide op in het landelijk deel van de staat New York op een boerderij en daar kreeg zij interesse in de geschiedenis van de natuur. Door een documentaire op National Geographic halverwege de jaren 1960 over de ontdekkingen van paleoantropoloog en archeoloog Louis Leakey in de Olduvaikloof en een vroege mens, toen nog Zinjanthropus boisei genoemd of de notenkraker, besloot zij dat zij hier haar vak van zou maken.
Aan het Bryn Mawr College volgde zij tot 1975 een studie biologie met de nadruk op moleculaire biologie. Haar voorkeur lag echter bij de menselijke evolutie en daarom volgde zij tot 1981 biologische antropologie aan de Universiteit van Washington met aanvankelijk moleculaire evolutie als specialisatie. Zij trok echter meer naar vergelijkende anatomie en paleontologie en promoveerde met een anatomische studie van het kauwstelsel van de gelada, de enige nog levende soort van het geslacht Theropithecus.
Zij promoveerde bij de Universiteit van Hongkong en werd daar in 1981 leraar aan de Afdeling Anatomie. Vanaf 1982 begon zij met onderzoek aan het Instituut voor Paleontologie van de gewervelde dieren en Paleoantropologie in Peking en in 1984 aan het Kunming Instituut voor Zoölogie in Kunming. Een groot deel van haar onderzoek richtte zich op de stompneusapen en daarnaast de integratie van paleo-ecologie en paleontologie met het effect van ecologische veranderingen op biodiversiteit.
In 1990 vertrok zij naar de Afdeling Anatomie en Menselijke Biologie van de Universiteit van West-Australië in Perth. Hier richtte zij zich op onderzoek naar de evolutie van de menselijke bipedie en huidskleur. In 1994 begon zij met onderzoek aan de California Academy of Sciences. Van 2006 tot 2011 was zij hoofd van de Afdeling Antropologie van de Pennsylvania State University waar zij daarna aan verbonden bleef als onder meer Evan Pugh University Professor of Anthropology.
Met het Stellenbosch Institute for Advanced Study van de Universiteit Stellenbosch is zij het Effects of Race-initiatief begonnen dat zich bezighoudt met hoe achterhaalde inzichten over het menselijk ras benaderd kunnen worden.
Jablonski is getrouwd met de geograaf George Chaplin.

## Werken
- 2006: Skin. A Natural History, University of California Press
- 2012: Living Color. The Biological and Social Meaning of Skin Color, University of California Press